# Joaquim Costa i Puig
Joaquim Costa i Puig   (Badalona, 30 d'octubre de 1957), més conegut com a Quimet Costa, és un exjugador de bàsquet català, molt destacat en la dècada dels 1980. Amb 1,84 metres d'alçada, era un base dretà que destacava per la seva rapidesa i gran capacitat defensiva (fou escollit dos cops millor defensor de la lliga ACB els anys 1989 i 1990).

## Carrera esportiva
La seva etapa de formació s'inicià al Col·legi Escoles Pies de Granollers i a les categories inferiors del Círcol Catòlic.
Va debutar a la màxima categoria del bàsquet nacional l'any 1974 com a jugador del Círcol Catòlic de Badalona, on jugaria fins al 1982. Jugaria llavors un any al FC Barcelona, a on guanyarà la lliga i la Copa del Rei, abans de fitxar pel Licor 43 Santa Coloma, on s'hi estaria tres temporades, fins al 1986. La temporada 1986-87 torna al Barça, a on jugarà quatre temporades. Allà, guanyarà quatre lligues (87, 88, 89 i 90), dues copes del Rei (87 i 88), una Copa Korac (87) i una Copa Príncep d'Astúries (88). Després va jugar dos anys al Valvi Girona i es retirà al final de la temporada 1991-92, passant a formar part de l'equip tècnic del Futbol Club Barcelona. No obstant, encara tornaria a jugar dos partits amb el Joventut la temporada 1996-97 substituint el lesionat Andre Turner, mentre entrenava un altre equip badaloní, el Sant Josep. Va ser 71 cops internacional amb Espanya.

### Entrenador
Va començar al FC Barcelona com a tècnic ajudant d'Aito García Reneses la temporada 1992-93. Després de dos anys a Barcelona fitxa per entrenar el Valvi Girona. Entrena el Sant Josep de Badalona i torna al Barcelona per dirigir diferents equips inferiors del club, i el 1999 torna al primer equip novament amb Aíto, amb qui guanya una lliga ACB. L'any 2002 se'n va a Huelva per entrenar el Ciudad de Huelva de la lliga LEB. Després de quatre anys a Andalusia entrenarà una temporada el Lucentum Alicante, també de LEB, i torna a l'ACB novament amb Aíto d'ajudant seu a l'Unicaja, on estaran fins al 2011. L'estiu de 2008 també acompanyarà a Aito dirigint la Selecció espanyola als Jocs Olímpics de Pequín, aconseguint la medalla de plata. Després de quatre anys al capdavant del Osca a LEB Or i un any sense entrenar, la temporada 2017-18 fitxa per dirigir el Bàsquet Girona a lliga EBA, club presidit per Marc Gasol que estrenava el seu primer equip sènior de la història. La temporada següent, també a Girona, dirigirà l'equip a LEB Plata.

## Palmarès
- 1 Medalla de Bronze a l'Eurobasket Júnior de 1976
- 1 Copa Korac: (1986-1987)
- 5 Lligues ACB: (1982-83, 1986-87, 1987-88, 1988-89 i 1989-90)
- 3 Copes del Rey: (1982-83, 1986-87 i 1987-88)
- 1 Copa Príncep d'Astúries: (1987-88)
- A més fou subcampió de la Copa d'Europa el 1989-90